# Variaciones del baloncesto
Las variaciones o modalidades del baloncesto son juegos o actividades basadas en el deporte del baloncesto. Este deporte, al ser uno de los más populares y con mayor nivel de participación, ha permitido el uso y desarrollo de diversas modalidades en las que el jugador  lleva a cabo las aptitudes básicas del baloncesto. Algunas de estas modalidades se juegan sin árbitros y sin reglas rígidas.
Las distintas variaciones permiten a sus jugadores asentar las bases de este deporte. Además de desarrollar algunas habilidades primordiales, como es activar los reflejos, ejercitar la agilidad muscular, o proteger el sistema cardiovascular. Es por ello que muchos de estos juegos se llevan a cabo tanto en aulas de aprendizaje como en prácticas para la iniciación en el deporte, dado que este tipo de metodologías son constructivas y parte de los más simple a lo más complejo.
A su vez, las diferentes modalidades del baloncesto fomentan el desarrollo en la comunicación entre compañeros y la interacción socio-afectiva entre los integrantes de un equipo, ya que el compañerismo es una variable indispensable para el funcionamiento de esta disciplina deportiva.

## Veintiuno
En esta modalidad juegan 2 equipos que ocupan solo la mitad de la cancha. Los lanzamientos dentro de la línea de triple valen 1, mientras que los lanzamientos de triple valen 2 puntos.
Un miembro de un equipo lanza a la canasta y, si acierta, ese equipo continúa en posesión del balón. En caso de fallo, el equipo contrario toma el rebote y lanza desde donde tomó el balón. Este proceso continúa sucesivamente hasta que uno de los dos equipos alcance los 21 puntos.
El equipo que primero llegue a los 21 puntos gana, pero en algunos casos, especialmente en torneos o competiciones, el equipo debe lograr una diferencia de al menos 2 puntos para ganar. Por ejemplo, si el marcador está empatado en 20 a 20, el juego continúa hasta que uno de los equipos tenga una ventaja de al menos 2 puntos.

## K.O.
El juego comienza desde la zona de tiro libre, donde el objetivo es que si el jugador que está detrás de ti logra encestar antes que tú, quedas fuera de la partida.
Al inicio, los jugadores se alinean en una fila y se establece un punto de partida. Si el primer jugador anota, recoge su balón y se ubica al final de la fila. En caso de fallar, debe correr a por el rebote y seguir intentando hasta encestar. Una vez que el primer jugador ha lanzado desde el punto designado, el siguiente jugador puede comenzar su intento. Si el segundo jugador anota antes que el primero, este último queda eliminado.
Este proceso continúa con todos los jugadores hasta que solo quedan dos. Como parte de la organización, después de eliminar a un jugador, se espera a que los dos siguientes tengan la pelota en la mano antes de reiniciar el juego. 

## El Reloj
El juego se realiza en media cancha. Consiste en realizar lanzamientos desde las posiciones indicadas por las marcas seleccionadas previamente siguiendo el movimiento de las manecillas de un reloj. 
Se comienza desde la marca más cercana al aro y, si se anota, se avanza a las siguientes posiciones en secuencia: segunda marca , tercera marca, cuarta marca, un extremo de la línea de tiro libre, la línea de tiro libre, el otro extremo del tiro libre, la cuarta marca en el lado opuesto, la tercera, la segunda y la primera marca. 
Después, se ejecuta un gancho con la mano derecha y otro con la izquierda desde debajo de la canasta, y finalmente se intenta un triple. Ocasionalmente, pueden surgir otros tipos de lanzamientos, como un tiro de espaldas desde el tiro libre o un intento de entrada a canasta.

## Bomba
El juego comienza con todos los jugadores situados sobre el círculo de medio campo, y en la medida de lo posible, intercambiándose balones (de un jugador a otro). Los jugadores irán pasándose los diferentes balones hasta que el árbitro haga una señal. En ese momento, los jugadores que tengan el balón tratarán de finalizar con una entrada a canasta en cualquiera de los aros disponibles. El resto de jugadores se convierten en rivales e intentan impedir la canasta. En caso de conseguir el balón, el jugador intentará encestar.